# أدهم الشرقاوي
أدهم عبد الحليم عبد الرحمن الشرقاوي ، (1898 - 1921) وشهرته «أدهم الشرقاوي» ولد في إيتاي البارود في البحيرة، أحد الأبطال الشعبيين المصريين الذي قاموا بعمليات مقاومة ضد القوات الإنجليزية والإقطاعيين، لم يكتب له العمر الطويل حيث قتل عام 1921 على يد أحد أفراد الشرطة وهو لا يزال في 23 من عمره، ألهمت قصة كفاحه وبطولاته العديد من الأعمال الفنية والأدبية فيما بعد، وصارت سيرته ملحمة شعبية يتناولها العامة على مدار سنوات طويلة.

## حياته
ولد عام 1898 في قرية زبيدة مركز إيتاي البارود في محافظة البحيرة، وليس كما يظهر في نسبة الي محافظة الشرقية . وكان ينتمي إلى أسرة من الفلاحين يتولون العمدية في القرية.
كان يمتلك ذكاء حادا، وقوة هائلة وصلت إلى درجة أنه كان يرفع رحى الطاحونة الثقيلة وحده، وكذلك يجيد ركوب الخيل والسباحة، ويقال إنه كان يجيد اللغة الإنجليزية حيث تعلمها في أحد مدارس مدينة كفر الزيات.
وعلى الرغم في تباين التفاصيل المتعلقة بحياته وسبب سجنه، لكن على الأرجح أنه ثار لمقتل عمه محمود بإيعاز من رجل يدعى إبراهيم حافظ كان يمتلك عزبة مجاورة لأرضهم، ولما علم إبراهيم بنية أدهم دبر له محاولة قتل، لكنه اكتشفها وقتل من استأجروا لقتله.
ويحكم عليه بالسجن لأنه قتل آخرين، وفي رواية أخرى أنها كانت مكيدة حيث تم وضع مخدرات في عربته فقبض عليه الضباط وسجن وتعرض للتعذيب. وفي رواية ثالثة أن أدهم كان منذ طفولته شخصاً عدوانياً فكان يعتدي على كل من يمسه بأبسط شيء، لذلك أخرجه والده من السنة الرابعة في المدرسة.

## بطولاته
وبدأت أسطورته وهو في سن التاسعة عشرة عندما ارتكب حادثة قتل، وكان عمه عبد المجيد بك الشرقاوي عمدة زبيدة أحد شهود الإثبات فيها حيث شهد ضد ابن أخيه. وأثناء محاكمته سمع أدهم أحد الشهود يشهد ضده فهجم على أحد الحراس بقصد نزع سنجته ليطعن بها الشاهد وحكمت المحكمة عليه بالسجن سبع سنوات مع الأشغال الشاقة فأرسل إلى ليمان طرة.
وفي الليمان ارتكب جريمة قتل أخرى، حيث التقى عبد الرءوف عيد قاتل عمه محمود وقد قبض عليه في جريمة أخرى، فضربه على رأسه بالآلة التي يقطعون بها حجارة الجبل. وهكذا حُكِم على أدهم بالأشغال الشاقة المؤبدة. ومع قيام ثورة 1919 استغل أدهم حالة الفوضى والاضطراب وهرب من السجن مع عدد كبير من السجناء. وهنا تنسب إليه بطولات خارقة ومواقف وطنية، فيقال إنه تحدى المأمور الإنجليزي «باكيت» وقاد تمرداً وسط السجناء حيث قال لهم جملته الشهيرة: «أنتم محبوسين زي الفراخ وإخوانكم بره بيضربوا بالرشاشات» في إشارة إلى ثورة 1919.
وبفضل قوته الجسمانية خلع بوابة الزنزانة ( هناك رواية تشكك في قوته الجسمانية وتؤكد فقط جرأته الشديدة وأنه لا يهاب أحداً) ثم قيد حارسه بالسلاسل، وهرب مع زملائه في الزنزانة بعد معركة دامية مع البوليس سقط فيها ما يقرب من ثمانين قتيلا!
ثم اختفى في مكان ما في بلده. وهناك انضم إليه عدد كبير من الأشخاص. وهنا، وتبعاً للرواية التي تراه مجرماً وقاطع طريق، بدأ أدهم في التخطيط لقتل عمه العمدة عبد المجيد لأنه شهد ضده، وارتكب العديد من الحوادث المخلة بالأمن من قتل وسطو ونهب في ناحية زبيدة حتى يكون ذلك سببا لفصل عمه من منصب العمودية فلم يفلح، ما يعنى أن العم كان مرضياً عنه من السلطة، رغم ما ارتكبه ابن أخيه!
ثم طور أدهم نشاطه مستغلا عصابته الكبيرة فبدأ في ارتكاب جرائم لحساب الآخرين مقابل المال فقتل الكثيرين وكان منهم خفير في عزبة خلجان سلامة وشقيقه الشيخ أبو مندور وهو من أعيان المركز وآخرون، ثم أخذ يهدد العمد والأعيان ليبتز منهم مبالغ طائلة مقابل المحافظة على أرواحهم فكانوا ينفذون ما يطلب خوفا من بطشه، كما كان يسطو على التجار وأشاع الرعب بين الناس.
هنا عززت الحكومة قوات الأمن في المنطقة وأكثرت من دورياتها، إلى أن تخاصم أدهم مع أحد أقربائه وهو خفير اسمه محمود أبو العلا فوشى به لدى البوليس ودلهم على مكانه وحين حاصرت الحكومة مخبأه تركه أعوانه خوفاً على حياتهم، فراح يتنقل بين مراكز إيتاي البارود وكوم حمادة والدلنجات. وأخيرا أرسل ملاحظ بوليس الجاويش محمد خليل وأومباشى سوداني وأحد الخفراء فكمنوا له متنكرين في غيط ذرة في زمام عزبة جلال، وكان أدهم في حقل مجاور من حقول القطن يتأهب لتناول غدائه الذي جاءت به امرأة عجوز. ولما أحس بحركة داخل غيط الذرة المجاورة أطلق عدة طلقات من بندقيته دفاعا عن النفس ولكن الجاويش محمد خليل أطلق عليه رصاصتين فسقط قتيلا قبل أن يتناول شيئا من طعامه ووجدوا معه نحو مائة طلقة وخنجرا. وتلك هي الرواية الثابتة تاريخياً بأن ثلاثة من أفراد البوليس شاركوا في قتله.
وتنسب إلى أدهم براعته في التنكر، فمرة يتحدث بلغة أجنبية وكأنه خواجة، ومرة يرتدى لبس سيدة، ما صعب من مهمة البوليس. وحسب الرواية الشعبية التي تراه بطلاً ناضل ضد الإنجليز وأعوانهم وانتصر للفلاحين الغلابة، فإن البوليس أدرك أنه لن يستطيع النيل منه إلا من خلال صديقه بدران الذي استمالته السلطة، وكان بدران يذهب إليه بالطعام، وفي آخر مرة تواطأ مع البوليس الذي جاء في اثره. ولذلك غنى رشدي في الموال: «آه يا خوفي يا بدران ليكون ده آخر عشا» هذا ما يقال في الموال الشعبي، لكن الحقيقة أن بدران شخصية حقيقية وكان صديقاً لأدهم ولا علاقة له بمقتله، وكان على قيد الحياة عندما غنى رشدي الموال، لذلك جاء إليه إلى القاهرة وطلب منه حذف اسمه من الموال فأعاد رشدي غناءه فعلا بطريقة أخرى: «آه يا خوفي يا صاحبي ليكون ده آخر عشاء».

## مقتله
على الأرجح أن أدهم الشرقاوي الذي قتل عام 1921 عن ثلاثة وعشرين عاماً فقط، كان مقاوماَ ضد الإنجليز وعملائهم وأتباعهم، وأن التشويه الرسمي لصورته كان بتعليمات من المعتمد البريطاني، وهو ما تلقفته الصحف الموالية للسلطة. أما ما يقال بأنه كان يسرق من الأثرياء ويعطي الفقراء فهو جزء من أسطرة الشخصية على طريقة البريطاني روبن هود.

## الأعمال الفنية عنه
تم إنتاج فيلم سينمائي عنه وهو فيلم أدهم الشرقاوي: عام 1964 بطولة عبد الله غيث وتوفيق الدقن وشويكار وإخراج حسام الدين مصطفى.
كما تم إنتاج مسلسلين تلفزيون هم:
1. مسلسل أدهم عام 1983 من بطولة عزت العلايلي وجميل راتب[6]
2. مسلسل أدهم الشرقاوي عام 2009 من بطولة محمد رجب ودولي شاهين.

## في الثقافة العامة
كانت ملحمة أدهم الشرقاوي لم تلهم الشعراء والمطربين والممثلين فقط، بل ألهمت أيضاً الرئيس الراحل أنور السادات الذي كان يعتبره مثلاً أعلى له كما أشار في كتابه «البحث عن الذات»